# Karlsborg (gemeente)
Karlsborg is een Zweedse gemeente in Västergötland. De gemeente behoort tot de provincie Västra Götalands län. Ze heeft een totale oppervlakte van 801,5 km² en telde 6905 inwoners in 2004.

## Plaatsen
- Karlsborg (plaats) 3574 inwoners
- Mölltorp 1079 inwoners
- Forsvik 365 inwoners
- Undenäs 250 inwoners
- Hultet 103 inwoners